# Bill Durnan
William Ronald „Bill“ Durnan (* 22. Januar 1916 in Toronto, Ontario; † 31. Oktober 1972) war ein kanadischer Eishockeytorwart, der von 1943 bis 1950 für die Canadiens de Montréal in der National Hockey League spielte.

## Karriere
Als Jugendlicher war Bill Durnan beim Baseball landesweit einer der besten Pitcher aber auch schon ein guter Torwart. Er schaffte es, eine ganze Saison als Jugendtorwart ohne Gegentor zu überstehen. Es schien beschlossene Sache, dass er bei den Toronto Maple Leafs einen Profivertrag unterschreibt, als er sich kurz vor seinem 20. Geburtstag bei einem Ringkampf mit einem Freund sein Knie schwer verletzte. Die Leafs glaubten nicht, dass er je wieder spielen könnte und so dauerte es noch acht Jahre, bis er sein Debüt in der NHL geben sollte. Seine Art zu spielen unterschied sich von allen anderen Torhütern. Durnan trug nicht wie üblich einen Fanghandschuh und einen Blocker für die Stockhand, sondern er hatte 2 spezielle Fanghandschuhe, mit denen er auch den Stock halten konnte. In jungen Jahren hatte er einen Trick einstudiert, mit dem er blitzschnell den Stock von einer in die andere Hand wechseln konnte. Mit dieser Art zu spielen war er die Sensation bei den Canadiens de Montréal und konnte in seinen ersten 4 Jahren jeweils die Vezina Trophy gewinnen. Er hatte maßgeblichen Anteil an den Stanley-Cup-Siegen 1944 und 1946. Bill war der letzte Torwart in der NHL für die folgenden 60 Jahre, der auch Team Kapitän war. Seine häufigen Ausflüge, um mit den Schiedsrichtern zu diskutieren, brachten die NHL dazu, es Torhütern zu untersagen Team Kapitän zu werden. Er schaffte es vier aufeinander folgende Spiele und insgesamt 309:21 Minuten ohne Gegentor zu überstehen. Nach ihm schaffte erst wieder Brian Boucher in der Saison 2003/04 sein Tor für einen längeren Zeitraum ohne Gegentor zu bleiben. In den Playoffs 1950 zog er sich von einem gegnerischen Schlittschuh eine tiefe Schnittwunde im Gesicht zu und beendete daraufhin im Alter von 35 Jahren seine Karriere.
Nach seiner aktiven Karriere arbeitete er im Vertrieb für eine Brauerei.
1964 wurde er mit der Aufnahme in die Hockey Hall of Fame geehrt.

## Sportliche Erfolge
- Stanley Cup: 1944 und 1946

### Persönliche Auszeichnungen
- First All-Star Team: 1944, 1945, 1946, 1947, 1949 und 1950
- Vezina Trophy: 1944, 1945, 1946, 1947, 1949 und 1950